# Borrkax
Borrkax är ett naturmaterial vilket man får efter borrning i berg. Materialet utgörs av krossat berg som enligt definition är grus med samma beståndsdelar. Detta har normalt en kornstorlek på 0–6 millimeter. Kornstorleken varierar beroende på bergets struktur och art. Då borrkaxet utgörs av krossat berg har det samma beståndsdelar som berggrunden och har många mineraler som med fördel kan användas till jordförbättring i feta jordlager.